# Obergrombach
Obergrombach, ehemals eine „Stadt“ ohne Stadtrechte, ist heute Stadtteil von Bruchsal im Landkreis Karlsruhe.

## Geographische Lage
Das 813 Hektar große Dorf Obergrombach liegt am Rande des Kraichgaus und der Oberrheinischen Tiefebene am Ufer des Grombachs. 15 Kilometer südwestlich befindet sich Karlsruhe. Die Kreisstraßen K3501 und 3502 verbinden Obergrombach mit seinen Nachbarorten:
| Untergrombach | Bruchsal                                    | Heidelsheim |
|               | Kompassrose, die auf Nachbargemeinden zeigt | Helmsheim   |
| Weingarten    | Walzbachtal                                 | Gondelsheim |

## Geschichte

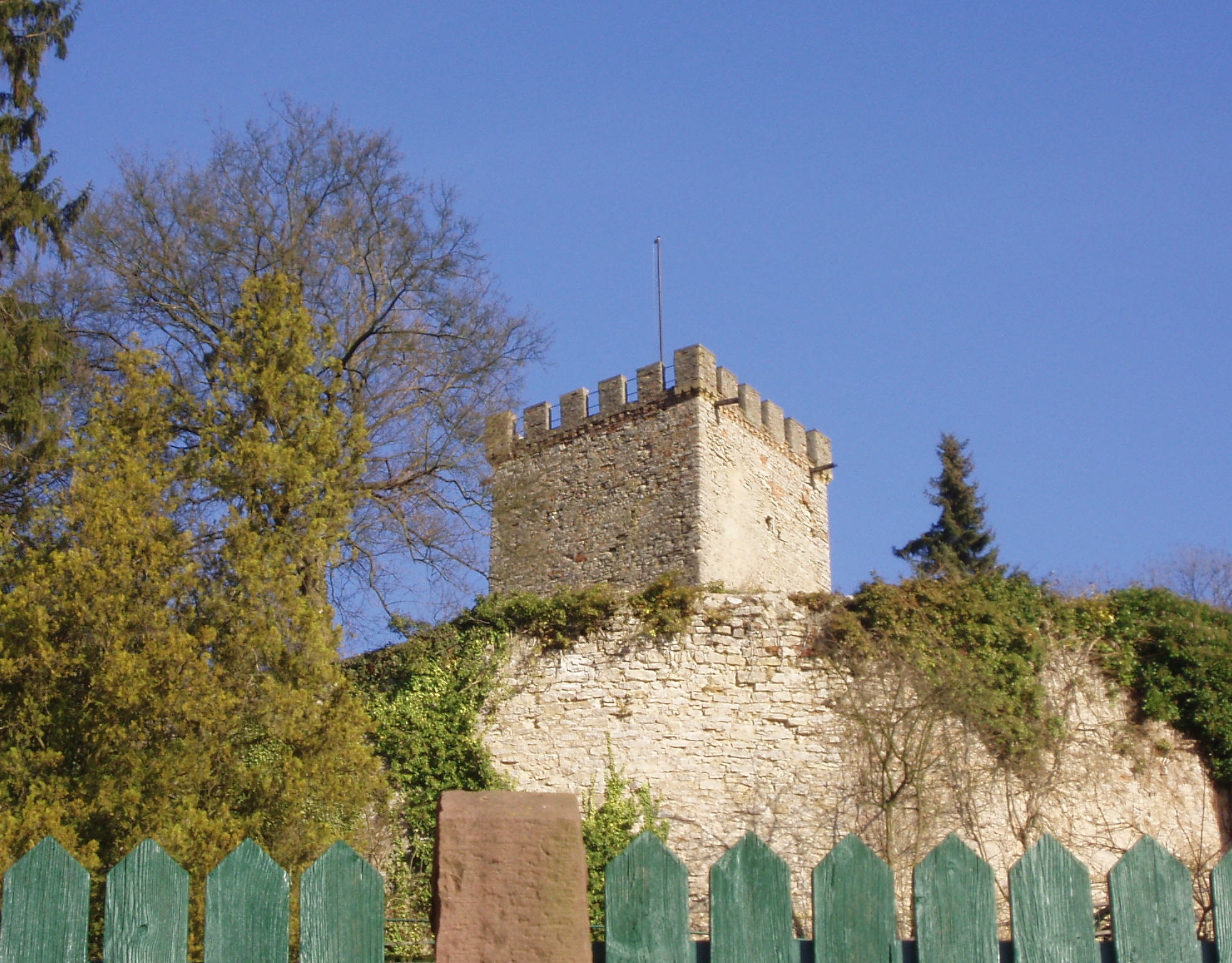
Turm der Burganlage

Die Besiedelung der Gegend geht mindestens in die Jungsteinzeit (spätes 5. und 4. Jahrtausend v. Chr.) zurück: Auf dem zwei Kilometer entfernten Michaelsberg wurden 1884 Spuren der Michelsberger Kultur gefunden. 1911 wurde im Gewann „Steinhaufen“ eine Villa rustica aus der Römerzeit entdeckt. Seitdem war der Obergrombacher Raum offenbar dauerhaft bewohnt, eine erste Siedlung wurde wohl zur Zeit der Merowinger begründet. 1936 bis 1938 wurde im Gewann Danzberg ein großes Reihengräberfeld mit 280 Gräbern aus dem 6./7. Jahrhundert ausgegraben. Urkundlich erwähnt wird die Siedlung erst 789 als villa Grumbach bzw. Grunbahe.
Um das Jahr 1200 n. Chr. initiierte das Hochstift Speyer, zu dessen Einflussbereich Obergrombach anscheinend seit dem 11. Jahrhundert gehörte, den Bau einer kleinen Burg östlich des heutigen Ortskerns. Die Burg Obergrombach diente vermutlich dazu, einen alten Höhenweg von Pforzheim über Jöhlingen nach Bruchsal zu kontrollieren und sich die politische Herrschaft im Grombachtal zu sichern. Erst ab 1275 werden Unter- und Obergrombach unterschieden. Während Obergrombach 1313 noch als Dorf bezeichnet wird, wird es 1337 erstmals als „Stadt“ urkundlich erwähnt, nachdem die Siedlung vermutlich durch den Speyerer Bischof Emich von Leiningen (Amtszeit 1314–28) mit einer Stadtmauer befestigt wurde. Im Jahr 1502 scheiterte der Überfall der Bundschuh-Bewegung, die von Joß Fritz aus Untergrombach angeführt wurde. 1632 wurde der Jüdische Friedhof Obergrombach angelegt. Die Burg wurde im Dreißigjährigen Krieg mehrfach belagert und 1689 oder 1690 durch die Franzosen im Pfälzischen Erbfolgekrieg oder durch einen zufälligen Brand zerstört. Die Burg wurde von Damian Hugo Philipp von Schönborn-Buchheim als Sommeraufenthalt eingerichtet und dabei die Vorburg mit Gebäuden des 16. und 17. Jahrhunderts wieder instand gesetzt und in den 1720er-Jahren zu einem Schloss erweitert. Bis ins 18. Jahrhundert war Obergrombach weitgehend von kleinbäuerlicher Landwirtschaft geprägt, eine geringe Rolle spielte der Weinbau. 1790 wurde die erste Synagoge in Obergrombach erbaut, die genutzt wurde, bis 1846 die ehemalige katholische Kapelle und Pfarrkirche St. Martin in den Besitz der jüdischen Gemeinde überging. Seit 1885 ist das Schloss im Eigentum der Unternehmerfamilie Bohlen und Halbach. Mit der Auflösung der jüdischen Gemeinde 1888 wurde die Synagoge an die Schlosseigentümer verkauft und wieder in eine christliche Kapelle umgewandelt. Obergrombach wurde am 1. Juli 1971 gemeinsam mit Untergrombach nach Bruchsal eingemeindet. Obergrombach gehörte bis zum 1. Januar 1973 dem Landkreis Bruchsal an, bis dieser infolge der Kreisreform aufgelöst wurde.

### Bevölkerungsentwicklung
Im Jahr 1530 betrug die Einwohnerzahl etwa 300 Personen. 1636 war sie auf 157 Personen gefallen und stieg bis 1750 auf knapp 500 Personen an. Von 1850 bis 1910 blieb die Einwohnerzahl weitgehend konstant zwischen 800 und 1000 Personen. In den 1960er-Jahren wurden erstmals über 2000 Einwohner gezählt. Volkszählungsergebnisse ergaben zwischen 1950 und 1970 einen Anteil an Katholiken von über 90 Prozent. Zwischen 2005 und 2018 lag die Einwohnerzahl zwischen 2400 und 2500 Personen, im Jahr 2021 bei 2387 Einwohnern.

## Politik

### Ortschaftsrat
Gemäß der baden-württembergischen Gemeindeordnung wurde in Obergrombach ein Ortschaftsrat eingerichtet, der aus 10 Personen besteht (Stand: Januar 2020).

### Wappen
Die Blasonierung des Wappens lautet: „In Blau auf goldener Mondsichel stehend eine von einem goldenen Strahlenkranz umgebene, golden gekrönte Madonna in rotem Gewand, auf der Linken das golden nimbierte Jesuskind, in der Rechten ein goldenes Zepter haltend.“

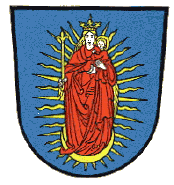
Wappen
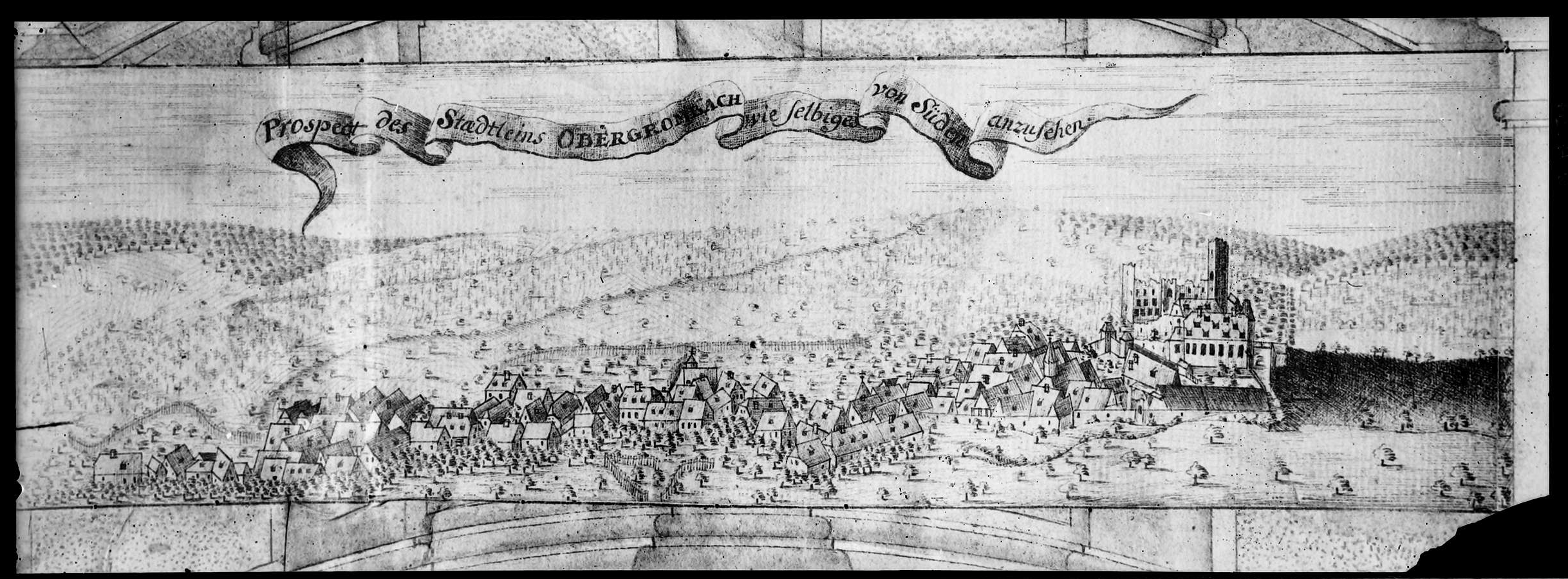
Ansicht Obergrombachs von Süden, Stich von Johann Dietrich Haeckhern, 1749
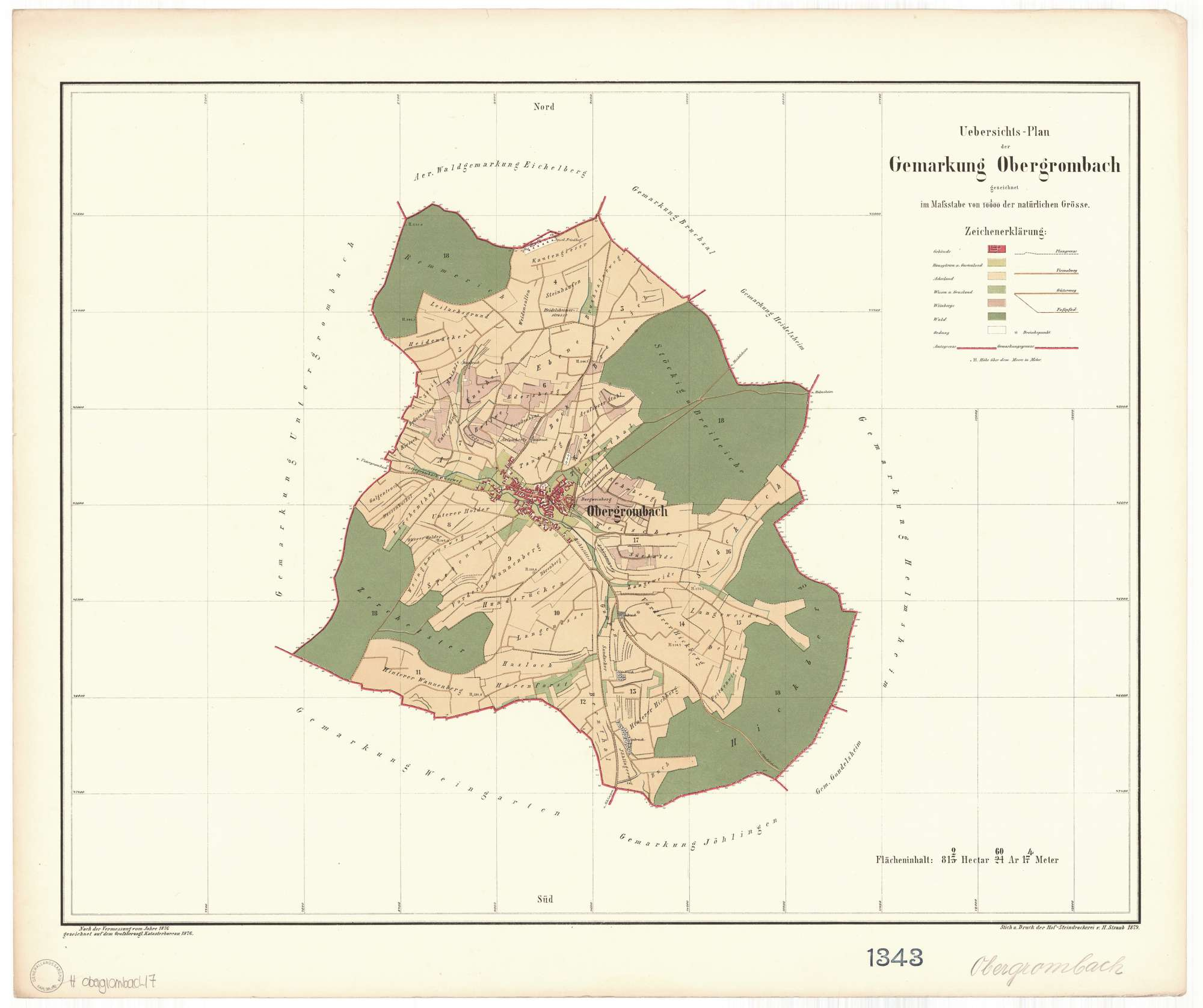
Karte der Gemarkung, gedruckt 1879

## Bauwerke
- Burg und Schloss Obergrombach
- Reste der Stadtmauer

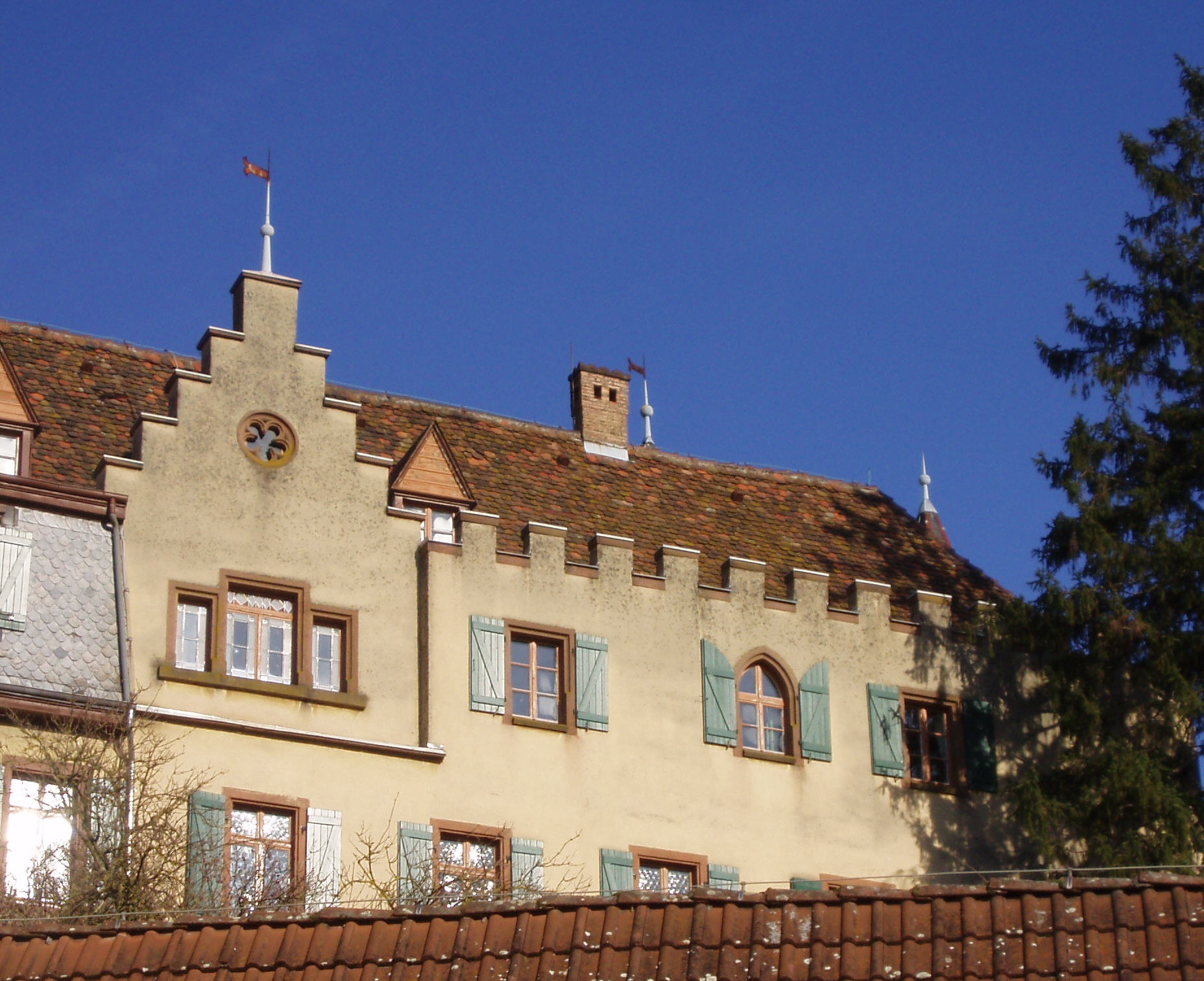
Das Schloss aus dem 18. Jahrhundert

- Zwei ehemalige Synagogen in Obergrombach, heute als Wohnhaus und Schlosskapelle im Privatbesitz[14]
- barockes Rathaus aus dem Jahr 1788, denkmalgeschützt[15][16]
- Katholische Kirche St. Martin, im neugotischen Stil erbaut zwischen 1840 und 1844 mit Orgel der Firma Weise[17] und Geläut der Firma Friedrich Wilhelm Schilling[18]
- Brunnenstraße 8, Fachwerkhaus aus dem Jahr 1702

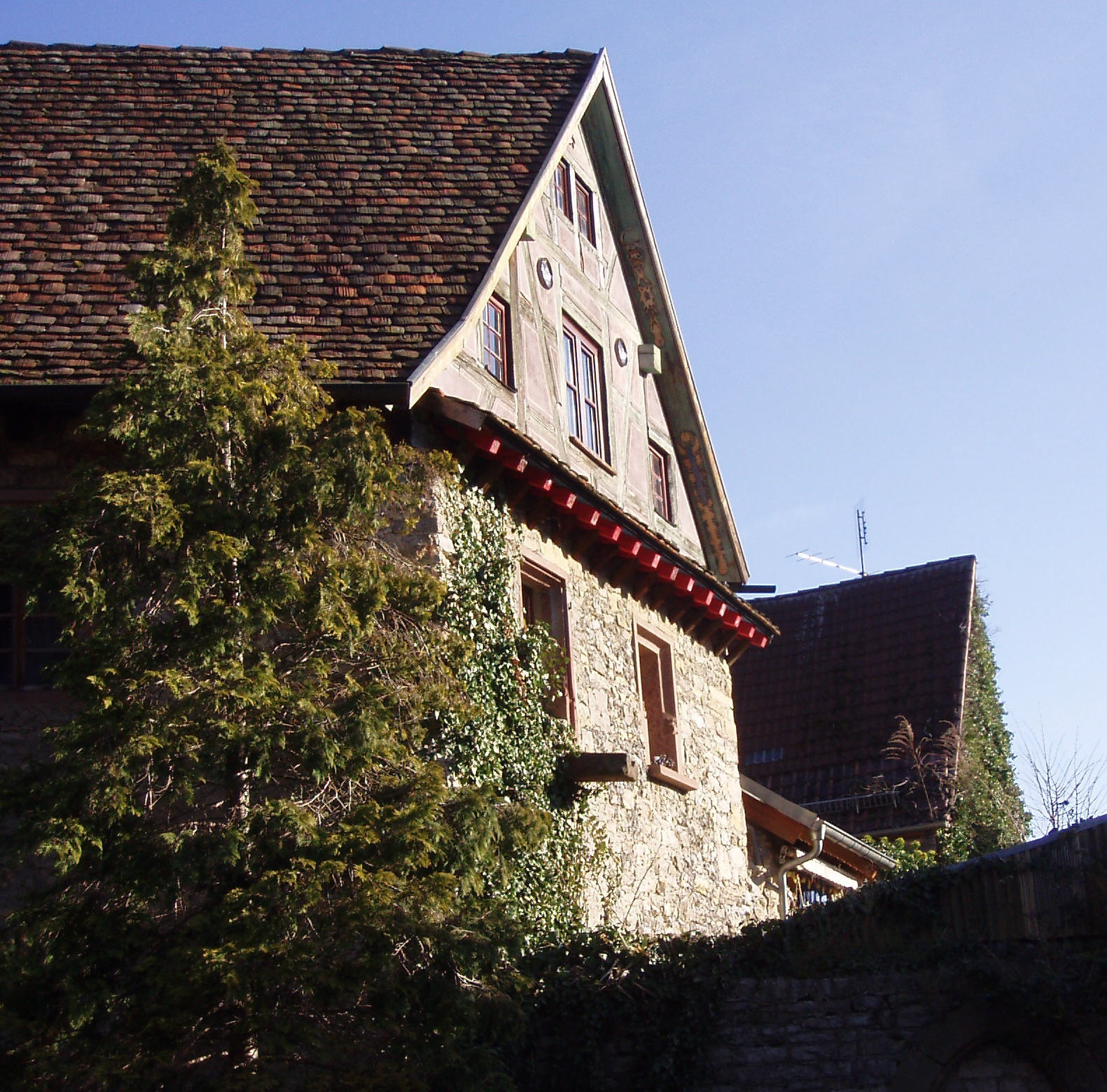
Rückseite der heute als Wohnhaus genutzten, ehemaligen Synagoge
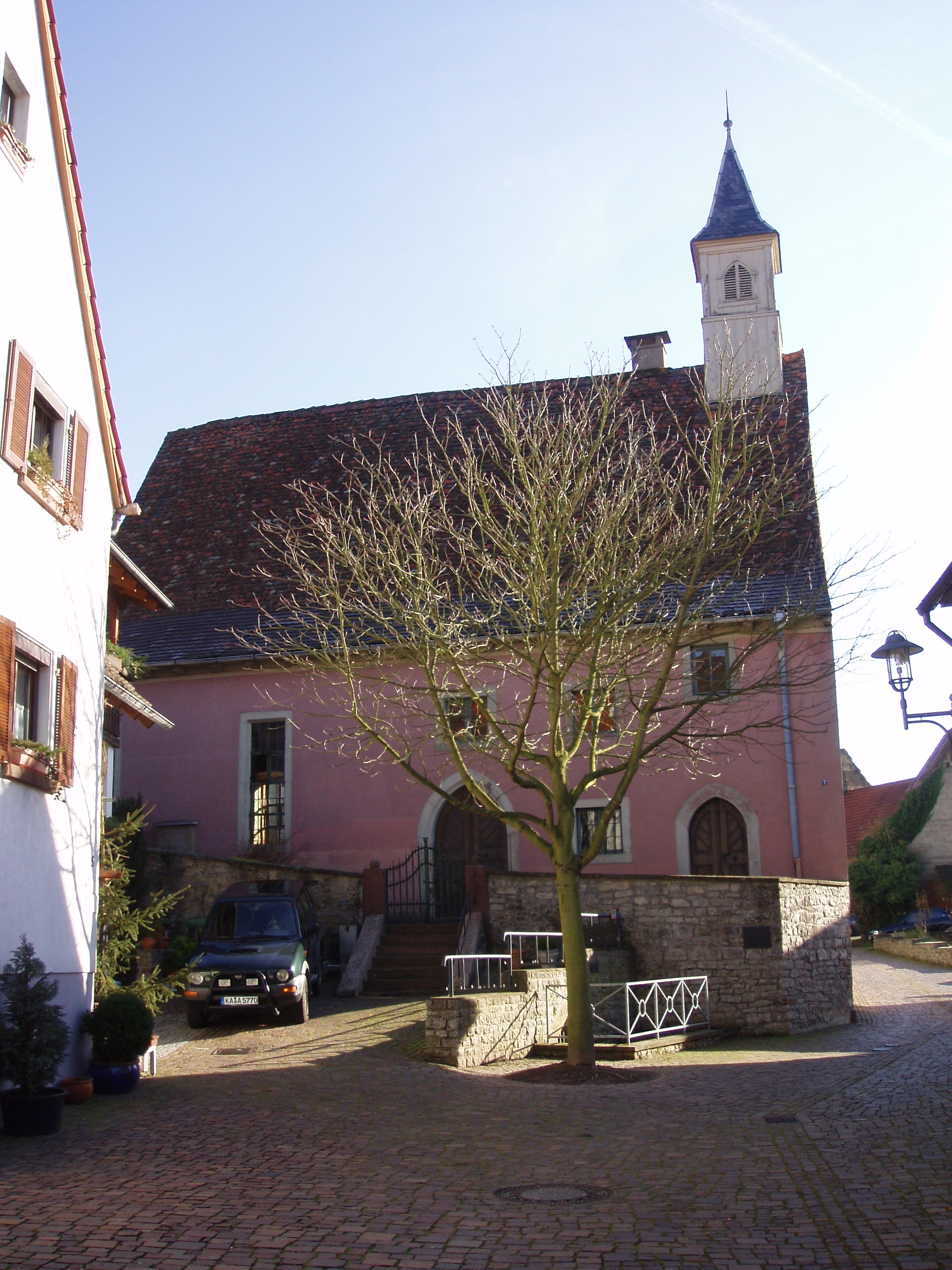
Die Schlosskapelle über der Grombachquelle
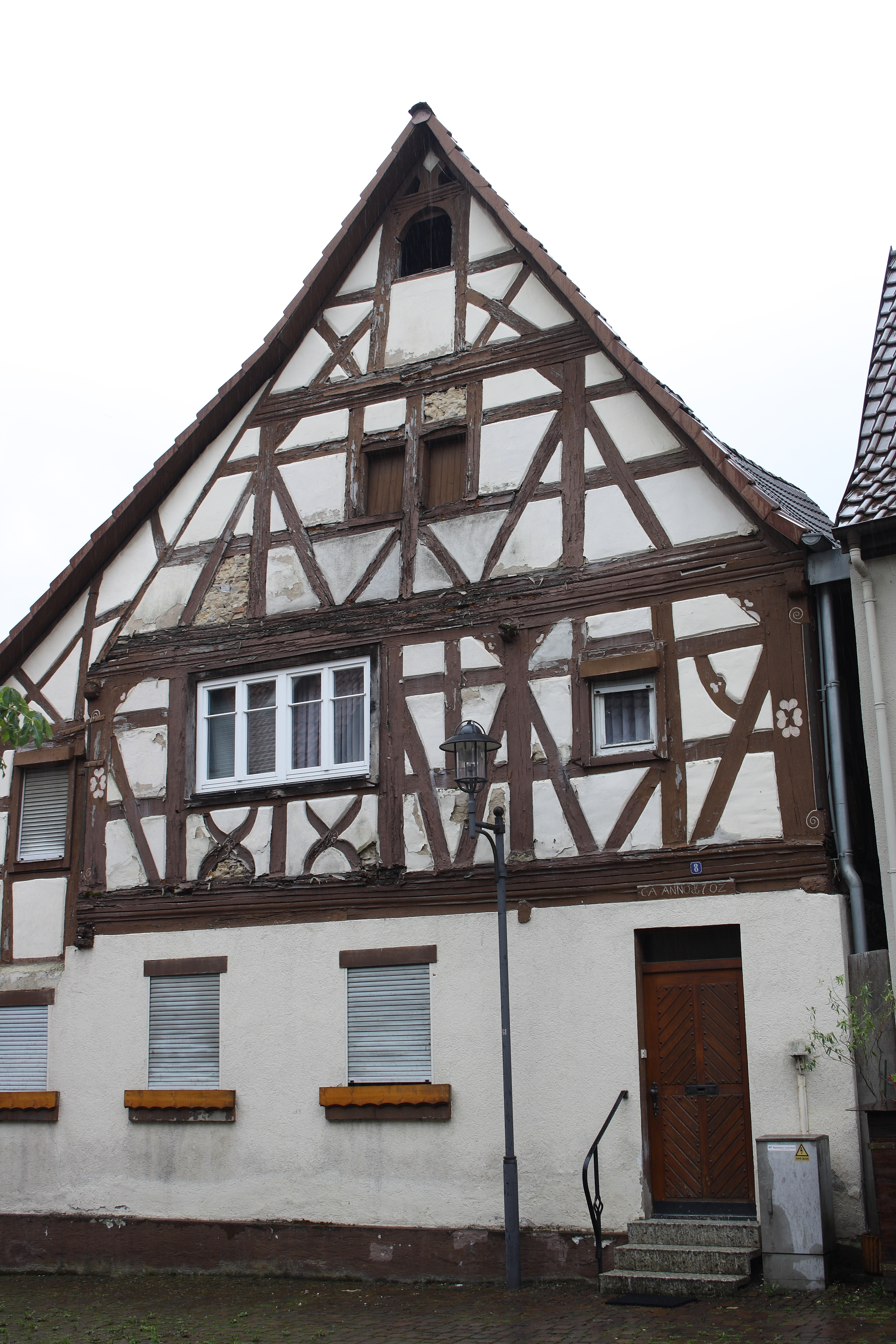
Brunnenstraße 8
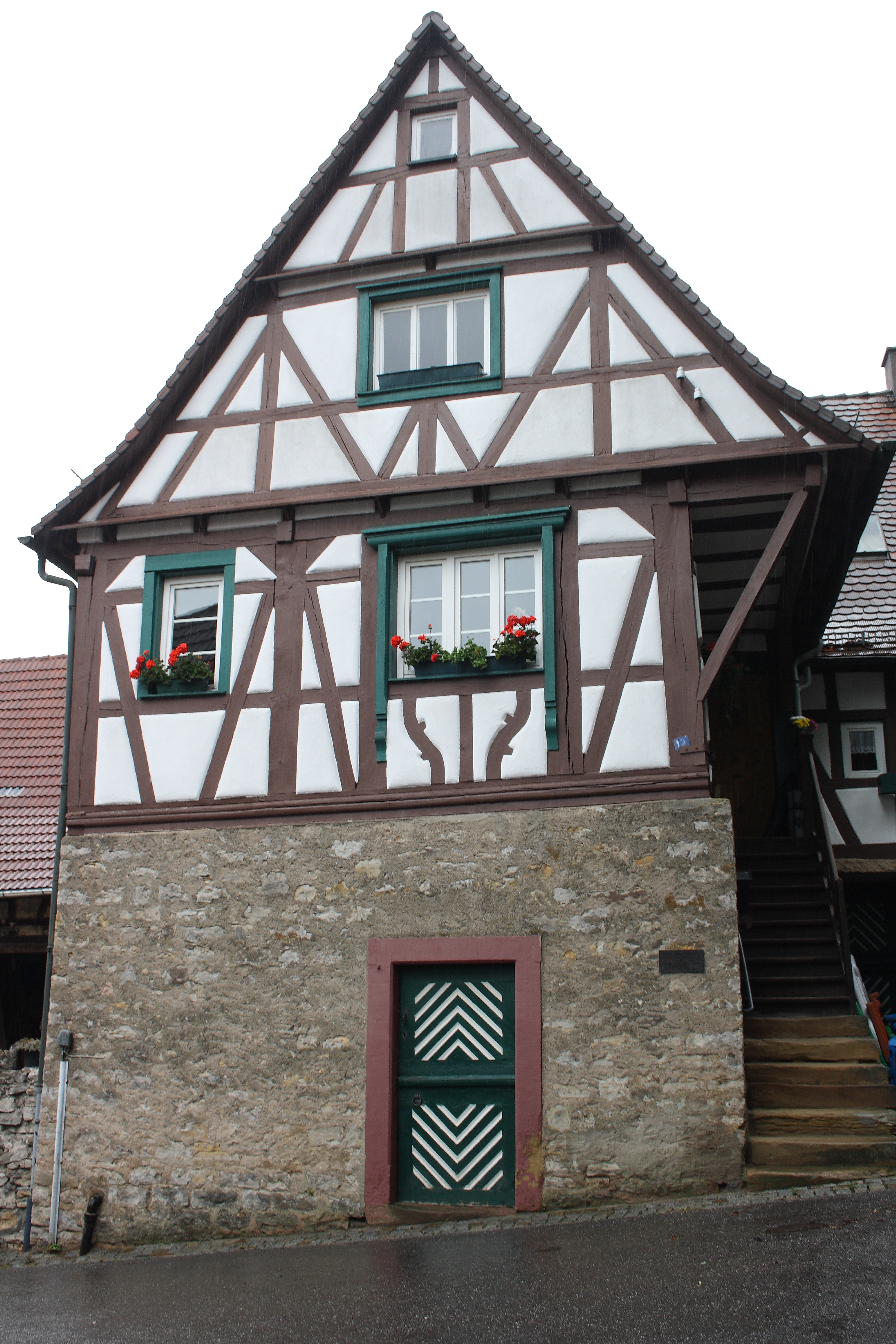
Burgstraße 12
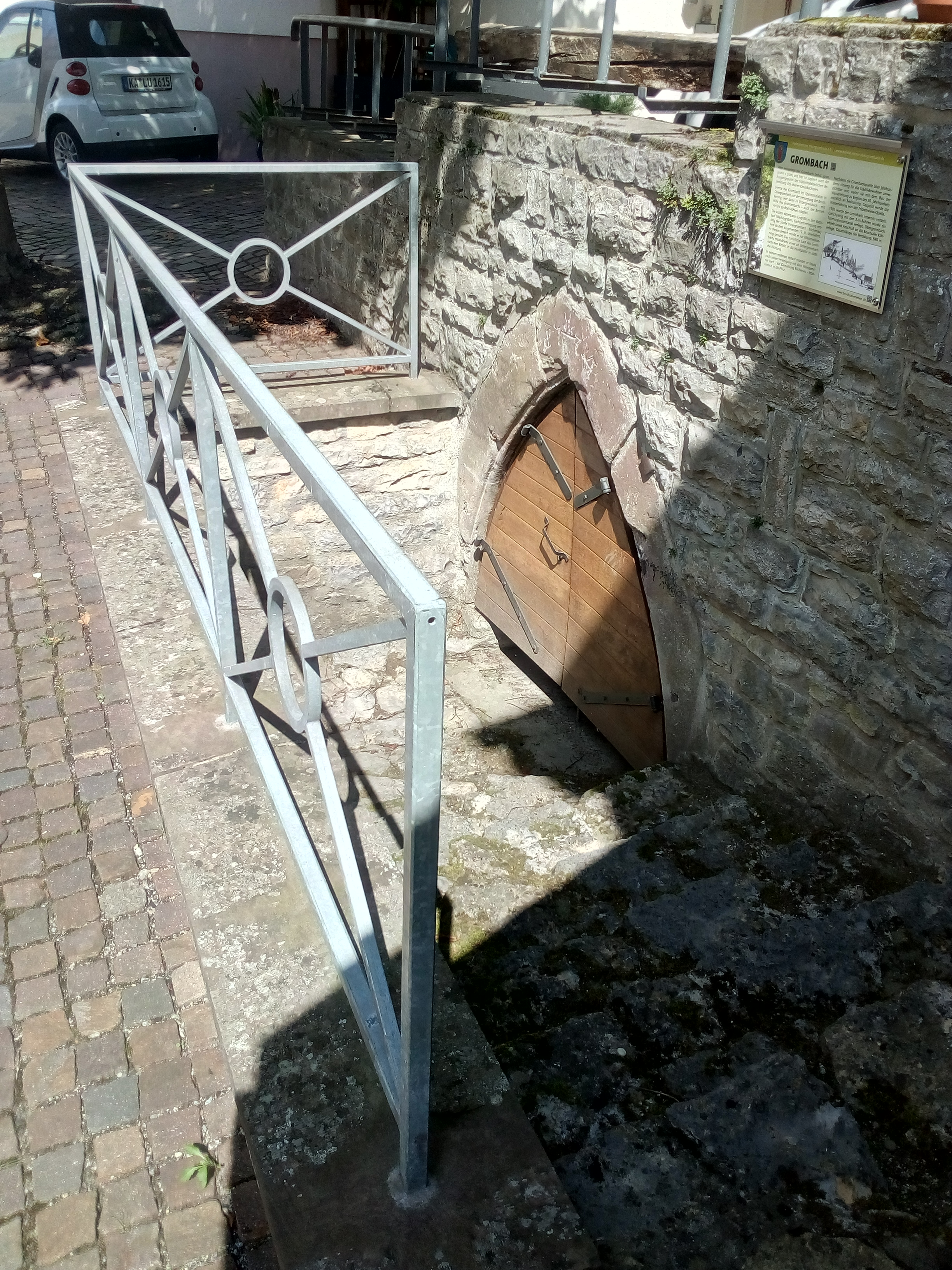
Grombachquelle neben der Schlosskapelle
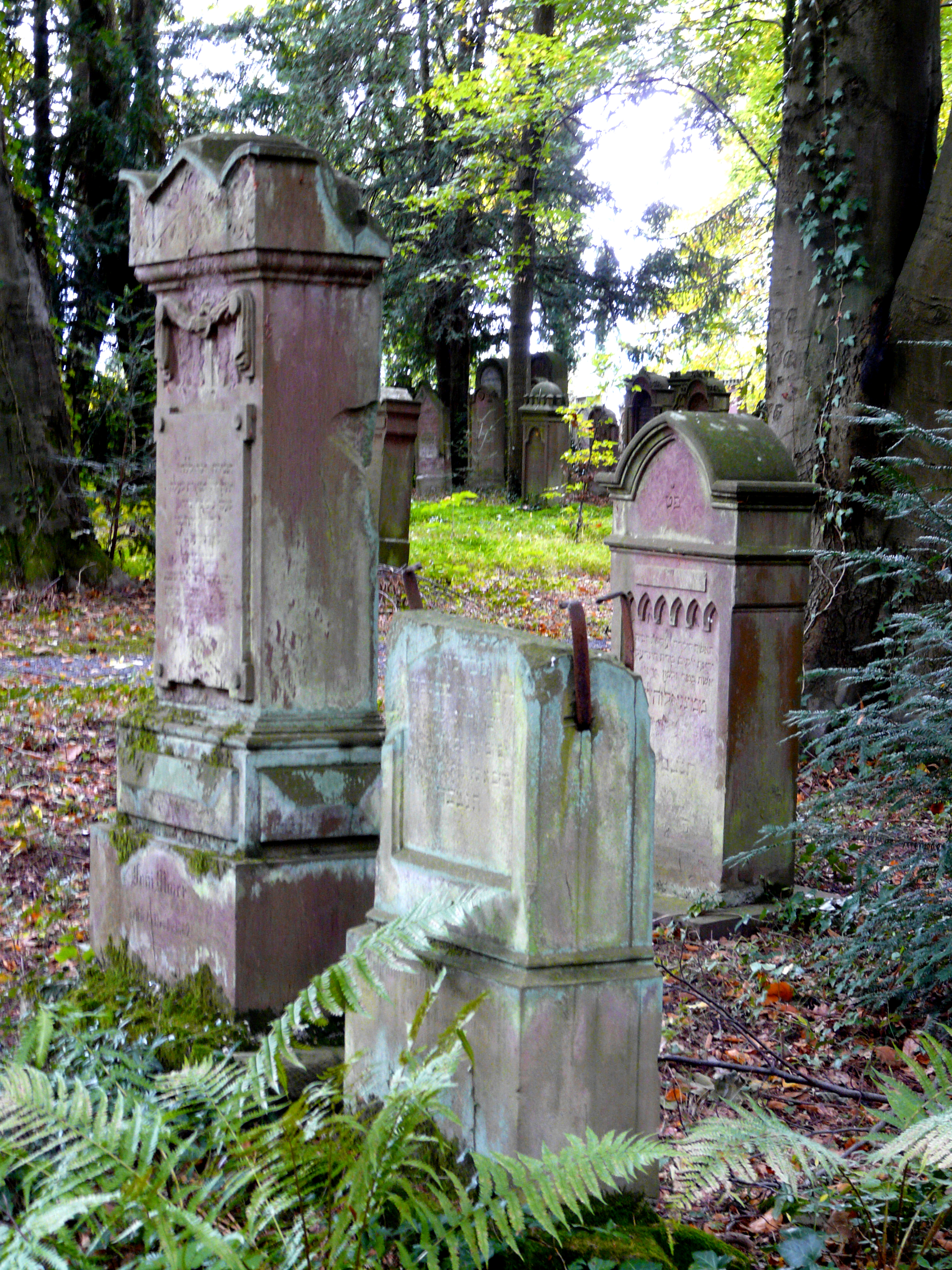
Grabstein auf dem Jüdischen Friedhof Obergrombach

## Wirtschaft und Infrastruktur
1965 wurde die Burgschule errichtet. An der nördlichen Gemarkungsgrenze des Ortes liegt die Standortschießanlage, die von den in der General-Dr.-Speidel-Kaserne stationierten Truppenteilen der Bundeswehr genutzt wird, und unmittelbar daneben der Jüdische Friedhof Obergrombach. Nordöstlich des Ortes befindet sich der Friedhof mit Leichenhalle sowie eine Festwiese mit einer als „Jugend- und Gemeinschaftshaus“ aus Mitteln des Marshallplans erbauten Festhalle, heute ein Restaurant. Östlich des Dorfes befindet sich ein Campingplatz sowie ein Freibad. Im Gegensatz zum Nachbarort Untergrombach verfügt der Ort nicht über einen Bahnanschluss.

## Persönlichkeiten

### Töchter und Söhne des Ortes
- Karl Eppele (1887–1962), Politiker (SPD) und Bürgermeister von Obergrombach, war Mitglied der Vorläufigen Volksvertretung für Württemberg-Baden